# Jaap Davids
Jaap Davids est un footballeur néerlandais né le 1er décembre 1984 à Bergharen aux Pays-Bas.

## Biographie
Jaap Davids est un footballeur néerlandais né le 1er décembre 1984 à Bergharen, Gelderland. Il a commencé sa carrière professionnelle avec Vitesse, mais n’a fait aucune apparition pour le club. Il a été prêté à FC Den Bosch en 2005, où il a joué 34 matchs et marqué 5 buts. La saison suivante, il a été prêté à AGOVV Apeldoorn, mais n’a fait que trois apparitions en raison de problèmes de discipline. Après avoir été libéré par Vitesse, il a rejoint le club amateur De Treffers, puis a déménagé à FC Lienden. De 2011 à 2014, il a joué pour RKHVV avant de retourner à AGOVV.

## Carrière
- 2003-04: Vitesse Arnhem 0 (0)
- 2004-05: Vitesse Arnhem 0 (0)
- 2005-06: FC Den Bosch 34 (5)
- 2006-07: AGOVV Apeldoorn 3 (0)
- 2011-2014:  RKHVV